# شان کیلیون
شان کیلیون (به انگلیسی: Sean Killion) (زادهٔ ۲۴ اکتبر ۱۹۶۷) شناگر اهل ایالات متحده آمریکا است.